# Mabel Martínez
Mabel Martínez (Calasparra, 1964-Murcia, 2019) fue una artista conceptual española. Compaginó el desarrollo de su obra, en la que transformaba objetos y situaciones cotidianas en elementos poéticos dotados de valor simbólico, emocional y transcendente, con su faceta de docente.

## Trayectoria
Nació en Calasparra, Murcia, donde desde joven mostró inclinación por procesos artísticos y artesanales, especialmente por la cerámica. Cursó sus estudios superiores en la Facultad de Filosofía de la Universidad de Murcia (UMU) y desarrolló sus primeras investigaciones sobre arte y naturaleza en esta misma universidad.
En su obra se observa un gran interés por el mundo natural y un marcado carácter multidisciplinar donde a través de la instalación y la performance pone en diálogo otras artes como la escultura, la fotografía, los procesos artesanales o los paisajes sonoros. Compaginó el desarrollo de cu carrera artística con su trabajo como docente, impartiendo clases de Artes Plásticas y Audiovisuales en Enseñanzas Medias de la Región de Murcia y en el Máster del Profesorado en Artes Plásticas.

## Obra
Martínez fue una artista conceptual que trabajó una amplia gama de manifestaciones artísticas, en las que transformaba objetos y situaciones cotidianas en elementos poéticos dotados de valor simbólico, emocional y transcendente. Tras su formación en filosofía, desde los años 90 combinó la creación, la crítica y la docencia de artes plásticas. Su obra representa un intento de enlazar inquietudes teóricas y conceptuales con manifestaciones artísticas capaces de replantear la experiencia estética y la relación entre creador y espectador.
En 2007, con la exposición de su proyecto Nada es permanente en el Centro Puertas de Castilla en Murcia, Martínez retrató el horror de la violencia contra las mujeres, el dolor, la ausencia y el silencio, mediante fotografías y video-instalaciones, donde mostraba su preocupación por la injusticia, la identidad y el olvido.

## Reconocimientos
En febrero de 2022, tras la muerte de la artista, la Universidad de Murcia (UMU) y el Centro Párraga organizaron en la Capilla del Rectorado de la UMU y en el espacio ES/UM del Campus de La Merced una exposición retrospectiva comisariada por el artista Paco Vivo, marido de Martínez, con el título Donde anida la espiral, en homenaje a Martínez. De forma paralela, también se celebró un encuentro sobre su figura en el Centro Párraga con intervenciones de críticos como el filósofo Francisco Jarauta, el escritor Miguel Ángel Hernández o Francisco Caballero.

## Exposiciones
- 2007 – Nada es permanente. Centro Cultural Puertas de Castilla. Murcia.[12]
- 2011 – Eco Humus (performance). Centro Párraga. Murcia.[4]